# Oporinia unicinctata
Oporinia unicinctata är en fjärilsart som beskrevs av Embrik Strand 1901. Oporinia unicinctata ingår i släktet Oporinia och familjen mätare. Inga underarter finns listade i Catalogue of Life.